# Familieverlating
Familieverlating is in België een misdrijf dat gepleegd wordt wanneer men de verplichting om onderhoudsgelden (bijvoorbeeld alimentatie) te betalen niet naleeft. Het is een strafbaar feit tegen de orde van de familie en de openbare zedelijkheid.
Het Burgerlijk wetboek legt een aantal onderhoudsverplichtingen op tussen echtgenoten onderling en tussen ouders en kinderen. De samenleving gaat ervan uit dat deze meestal spontaan nageleefd worden. Wanneer dat niet gebeurt (bijvoorbeeld men is verwikkeld in een echtscheiding) kan men voor de rechtbank een gedwongen uitkering vragen.

Pas wanneer een definitieve beslissing van de rechtbank meer dan twee maanden niet nageleefd wordt, is er het misdrijf van familieverlating. 
Familieverlating kan gestraft worden met gevangenisstraf van acht dagen tot zes maanden of met een geldboete van 50 tot 500 euro, te vermeerderen met opdecimes. De strafrechter is niet bevoegd om het achterstallige onderhoudsgeld toe te kennen, dat is namelijk een burgerlijke beslissing. Hij is wel bevoegd om een schadeloosstelling toe te kennen naar aanleiding van de niet-naleving van de onderhoudsverplichtingen.